# José Pérez Cisternas
José Rolando Pérez Cisternas (Valparaíso, Chile, 1 de agosto de 1962) es un exfutbolista chileno. Jugaba como delantero.

## Trayectoria
Oriundo de Valparaíso, realizó sus divisiones inferiores en Everton, donde llegó el año 1978. Debutó en el primer equipo viñamarino durante la temporada 1981,año en que el equipo descendió de primera división. La temporada siguiente ascendió a primera como subcampeón de segunda división, y se mantuvo en su equipo formador hasta fines de 1984, logrando el título de Copa Polla Gol 1984.
Tras pasos en la segunda división por Deportes Ovalle y Quintero Unido, en 1988 recibió una oferta de Coquimbo Unido; sin embargo se encontró con el presidente de Santiago Wanderers Bernardo Salazar, quien le ofreció un contrato para el equipo caturro. Tras consultar con su familia, aceptó la oferta. Debutó con el equipo caturro en partido válido por la Copa DIGEDER 1988, en la victoria por 3-0 ante Colo-Colo.Tras no lograr el ascenso en 1988, en 1989 logró el ascenso con el equipo caturro tras derrotar en la Liguilla de Promoción celebrada en febrero de 1990 ante Unión San Felipe de la mano de Isaac Carrasco.
Tras salvarse del descenso a segunda división en 1990, al año siguiente pasa a defender los colores de Deportes Concepción, donde forma parte del plantel que participa en la Copa Libertadores 1991, e inclusive marcó un gol en dicha competición ante LDU de Quito.En 1992 firma para Deportes Temuco, donde estuvo por tres temporadas, logrando llegar a la Liguilla Pre-Libertadores 1993. Se retiró del fútbol a fines de la temporada 1994.

## Clubes
| Club                | País  | Año       |
| ------------------- | ----- | --------- |
| Everton             | Chile | 1981-1984 |
| Deportes Ovalle     | Chile | 1985      |
| Quintero Unido      | Chile | 1985-1987 |
| Santiago Wanderers  | Chile | 1988-1990 |
| Deportes Concepción | Chile | 1991      |
| Deportes Temuco     | Chile | 1992-1994 |

## Palmarés

### Campeonatos nacionales
| Título     | Club    | País  | Año  |
| ---------- | ------- | ----- | ---- |
| Copa Chile | Everton | Chile | 1984 |